# Unoprostona
Unoprostona é um fármaco utilizado pela medicina como anti-hipertensivo oftálmico. Como característica estrutural é um análogo da prostaglandina F2 alfa. É indicada no tratamento de glaucoma.